# Parietaria rechingeri
Parietaria rechingeri är en nässelväxtart som beskrevs av Jindřich Chrtek. Parietaria rechingeri ingår i släktet väggörter, och familjen nässelväxter. Inga underarter finns listade i Catalogue of Life.